# Első Örmény Köztársaság
Az Első Örmény Köztársaság (gyakran csak Örmény Köztársaság, örményül: Հայաստանի ՀանրապետութիւնՀայաստանի Հանրապետութիւն), a középkor óta az első független örmény állam volt 1918 és 1920 között.
A köztársaságot a felbomlott Orosz Birodalom örmények lakta területein alapították, az úgynevezett Kelet-Örményország vagy Orosz Örményország területén. A kormány vezetői és tagjai többnyire az Örmény Forradalmi Szövetségből (ARF vagy Dashnaktsutyun) kerültek ki. Az Örmény Köztársaságot északról a Grúz Demokratikus Köztársaság, nyugatról Törökország, délről Irán és keletről az Azerbajdzsáni Demokratikus Köztársaság határolta. Összesen 70 000 km² (eredetileg 174 000 km²- a sèvres-i békeszerződés alapján) és 1,3 millió lakos tartozott a köztársasághoz.
Az Örmény Nemzeti Tanács 1918. május 28-án kikiáltotta Örményország függetlenségét. A kezdetektől fogva Örményországot számos bel-és külpolitikai probléma sújtotta. Humanitárius krízis alakult ki az örmény népirtás következtében, mivel az Oszmán Birodalomból érkező örmény menekültek tízezrei kerestek új otthont. A köztársaság több mint két évig állt fenn, ez idő alatt számos fegyveres konfliktusba keveredett más országokkal. 1920-ban a köztársaságot a szovjet Vörös Hadsereg meghódította. Az utolsó köztársasági csapatokat 1921 júliusában győzték le. A Szovjetunió 1922-es megalakulásakor Örményország a Kaukázusontúli Szovjet Szövetségi Szocialista Köztársaság része volt. 1936-tól ismét önálló SZSZK volt. Szovjetunió felbomlásakor a köztársaság visszanyerte függetlenségét, mint a jelenlegi Örmény Köztársaság, 1991-ben.

## Történelmi háttér
Az I. világháború kaukázusi frontrendszere érintette Örményország nyugati területét, ami nagy megpróbáltatást jelentett az ott élőknek. Az orosz hadsereg több örmény zászlóalj segítségével előrenyomult a Fekete-tenger partvidékén, ezzel elérhető közelségbe került Trabzon. A frontrendszer az orosz februári forradalom alatt is létezett, a katonai morálon II. Miklós cár lemondása javított, de az ideiglenes kormány háborút folytató politikája miatt azonban sok ember dezertált.
1917 februárjában a forradalom megdöntötte Miklós cár és a Romanov-dinasztia uralmát, majd létrejött az ideiglenes kormány. Röviddel ezután az ideiglenes kormány a kaukázusi régiót különleges közigazgatási egységgé emelte, amelyet egy öttagú különleges bizottság kormányzott. Az kormányzatban dolgozott az örmény demokrata, Mikayel Papadjanian, és arra vállalt biztosítást, hogy megoldja a kaukázusi népek közötti problémákat, ezzel stabilizálva a régiót. Ennek során Nyugat-Örményországban létrejött egy nemzeti néptanács, amely a pán-örmény eszme szellemében működött. A tanács működése öröm volt az örmények számára: Nyugat-Örményországot kivonták a központi kormányzat alól és közvetlenül az örmény joghatóság alá rendelték. A nemzeti tanács nagy részét örmények alkották, de dolgozott néhány grúz, orosz és azeri biztos is.
1917 októberében a bolsevikok átvették a hatalmat az Ideiglenes Kormánytól és kivonták a seregeket a kaukázusi régióból. Az örmények, a grúzok és az azeriek azonban tartottak egy esetleges bolsevik támadástól ezért megkezdték az önálló hadseregek felállítását.

## A függetlenség kivívása
1917. december 5-én az Oszmán Birodalom és a kaukázusi népek tanácsa fegyverszünetet írtak alá. A bolsevik hatalomátvételt követően a kaukázusi népek képviselői egy multinacionális kongresszuson döntöttek egy ideiglenes végrehajtó hatalom létrehozásáról. A néptanácsok és a kormány nagy nehézségekbe ütköztek amikor megpróbálták kiterjeszteni a demokráciát a Kaukázus déli, elzárt szegleteibe. A kormányban lévő örmény képviselők reménykedtek abban, hogy Oroszországban a bolsevikellenes erők fognak győzni a polgárháborúban, és elutasítanak minden elképzelést, hogy kiváljanak Oroszországtól. 1918 áprilisában az örmények, a grúzok és az azeriek vonakodva bár, de létrehozták a Transzkaukázusi Szövetséget, de a három csoport között folyamatosan viták folytak, ami az egység széthullásához vezetett.
1918. március 3-án Oroszország az erzincani fegyverszünet után aláírta a breszt-litovszki békét, és elhagyta a háborút. A békében megkövetelt területeket március 14-ig átadta a központi hatalmaknak. Az Oszmán Birodalommal Trabzonban részletezték az átadásra kijelölt területeket. A kettős szerződés eredményeként az oroszok átengedték Kars, Batumi és Ardahan tartományokat, valamint Nyugat-Örményország határterületeit.
A rendelkezések mellett egy titkos záradék arra kötelezte az örményeket és az oroszokat, hogy Örményország mindkét, nyugati és keleti területéről kivonják a fegyveres erőket. Az örmény népirtás jelentősen megváltoztatta nyugat-Örményország nemzetiségi összetételét, a törökök javára. Az életben maradt örmények keletre menekültek (a mai Örményország területére) Röviddel breszt-litovszki béke aláírása után a török hadsereg megkezdte előrenyomulását, márciusban Erzurumot, áprilisban Kars-t foglalták el. Nikolaj Cskeidze transzkaukázusi kormányzó és kormánya elrendelte a katonák kivonását e területről. Május 21-én az oszmán hadsereg folytatta a kaukázusi régió megszállását.
1918. május 11-én egy új békekonferencia nyílt Batumiban. Ezen a konferencián az oszmánok még több területet követeltek,Tbiliszit, Gjumrit és Vagarsapatt is beleértve, ahol egy vasút építését tervezték, hogy összekapcsolják a Karsot Bakuval. A örmény és agrúz delegáció hevesen tiltakozott és felfüggesztették a konferenciát.
1918. május 26-án Grúzia kikiáltotta a függetlenségét, két nappal később pedig a poti béke szerintNémetország vállalta az ország területi sérthetetlenségét. A következő napon a tbiliszi Muszlim Nemzeti Tanács bejelentette a független Azerbajdzsán megalakulását.

A két nagy kaukázusi etnikumhoz hasonlóan az örmények a szintén Tbilisziben tartott nemzeti tanácsukon kikiáltották országuk függetlenségét, május 28-án . Hovhannes Kajaznunit és Alexander Katisjant, az örmény nemzeti tanács két tagja Jerevánba mentek, hogy átvegyék a hatalmat, és május 30-án (visszamenőlegesen május 28-án) kiadták a következő nyilatkozatot:

„Tekintettel a Kaukázus politikai egységének felbomlására, valamint Grúzia és Azerbajdzsán függetlenségének kikiáltása által teremtett új helyzetre, az Örmény Nemzeti Tanács önmaga lesz az örmény tartományok legfőbb és egyetlen közigazgatási hivatala. A helyzet súlyossága miatt a nemzeti tanács, amely a közeljövőig az örmény nemzeti kormány feladatait, így a kormányzást és a közigazgatást átszervezését ideiglenesen magára vállalja annak érdekében, hogy az örmény tartományok politikai és közigazgatási vezetői között politikai együttműködés jöjjön létre.

”

Ezalatt az oszmán seregek elfoglalták Gjumrit, kiszorítva onnan az örményeket. Az örmények a súlyos vereség ellenére újjászervezték csapataikat és megállították a törököket a szardarapati, a második Kara-Killise-i és a Bash Abaran melletti csatákban.
Az Örmény Köztársaság és az Oszmán Birodalom a batumi békében rendezték a területek hovatartozását. A békét 1918. június 4-én kötötték meg, az örmény állam területe 11 000 km² lett (a mai Örményország területe 29 800 km²).

## Államigazgatás

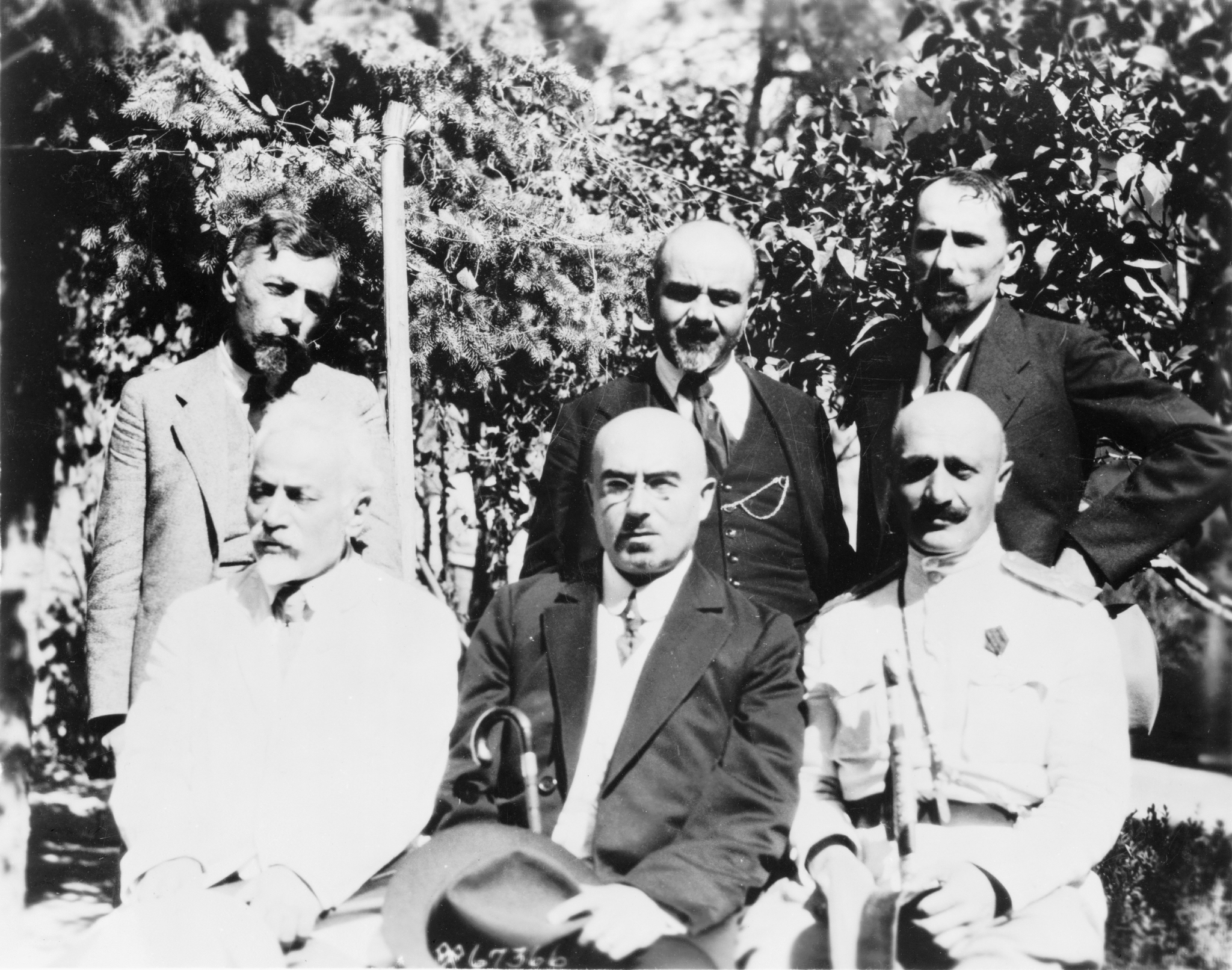
A második kormány tagjai 1919. október 1-én.
Balról jobbra: A. Sahakian, Alexander Khatisian, General C. Araratian, Nikol Aghbalian, A. Gulkandanian, S. Araradian.

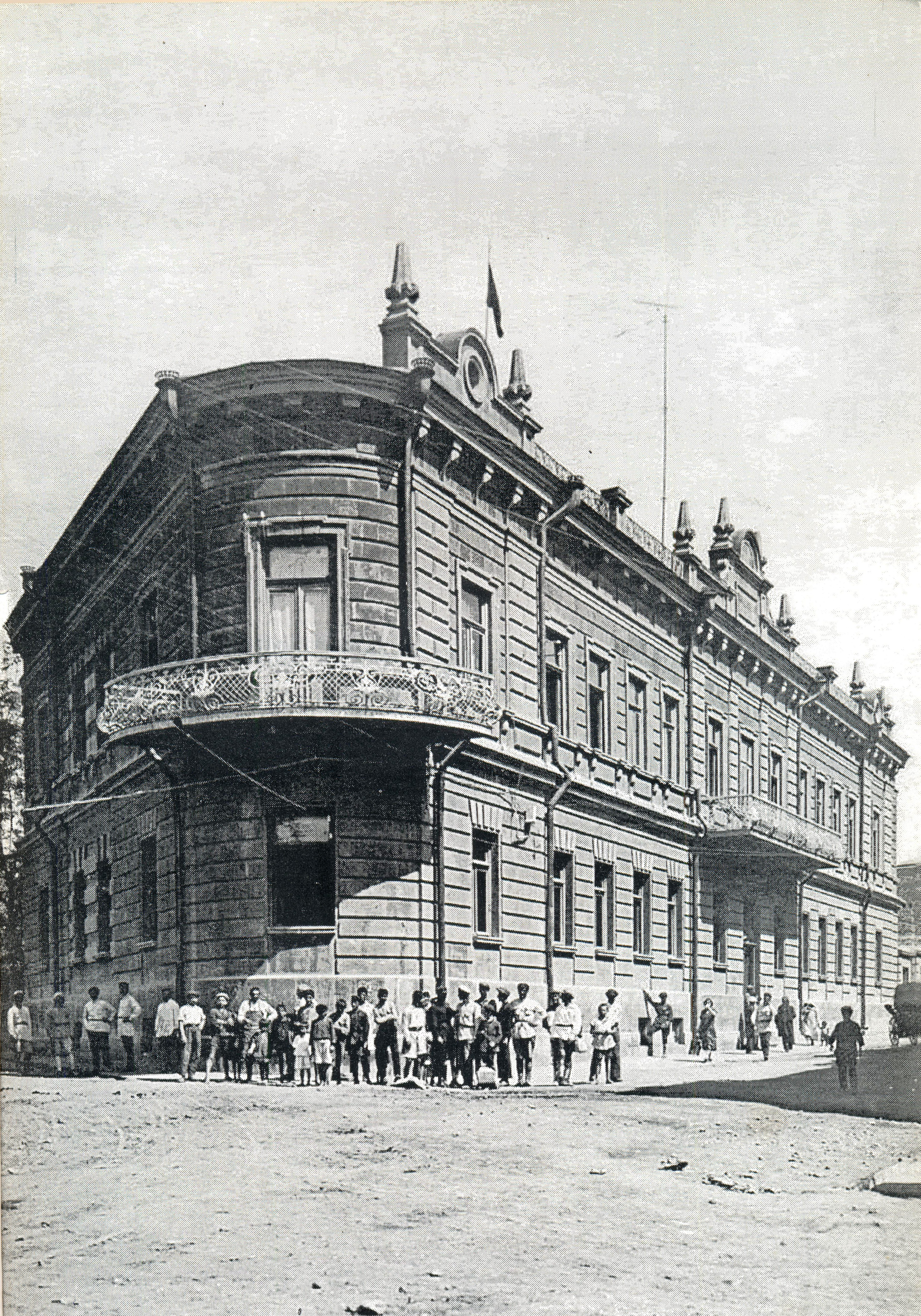
A kormány székhelyének épülete Jerevánban.

1918. május 30-án az Örmény Forradalmi Szövetség úgy döntött, hogy Örményország egy ideiglenes koalíciós kormány alatt köztársaság lesz. A nyilatkozatuk kimondta, hogy az Örmény Köztársaság független, demokratikus, alkotmányos szuverén állam. Kajaznuni lett az ország első miniszterelnöke, míg Aram Manukian az első belügyminiszter.
létrehozták a belügyminisztériumot és az állami rendőrséget. Az örmény parlament 1920. április 21-én törvényt fogadott el a rendőrségről, meghatározva annak felépítését, joghatóságát és felelősségét. A belügyminisztérium a jog és a rend érvényre juttatása mellett a távközlési és távíró, a vasúti és az oktatási rendszerek működéséért is felelős volt. Hamarosan megkezdődtek a reformok, és mindegyik igazgatási osztály minisztérium lett.
1919-ben a köztársaság vezetőinek három fontos téren kellett foglalkozniuk: belföldi, regionális és nemzetközi szinten. Megszűnt az 1918-ban létrejött Örmény Nemzeti Kongresszust, és 1919 júniusában megtartották az első országos választásokat. Az 1920-as években, amely Hovhannes Kajaznuni miniszterelnöksége alatt kezdődött, a volt Orosz Birodalomban és az Egyesült Államokban élő örmények segítséget nyújtottak az újjászülető köztársasági rendszer kialakításában. 1919 januárjában az örmény parlament munkája új mérföldkőhöz ért, létrejött az első egyetem, a Jereváni Állami Egyetem.
Az Örmény Köztársaság parlamentjének elnökei
1. Serop Zakarjan (1918. június 30. - 1918. augusztus 1.)
2. Avetik Sahakjan (1918. augusztus 1. - 1919. augusztus 1.)
3. Avetis Aharonian (1919. augusztus 1. - 1920. november 4.)
4. Hovhannes Kajaznuni (1920. november 4. - 1920. december 2.)

Az Örmény Köztársaság miniszterelnökei
1. Hovhannes Kajaznuni (1918. június 30. – 1919. május 28.) (1918. július 19-ig a kormány székhelye Tbiliszi)
2. Alexander Khatisian (1919. május 28. – 1920. május 5.)
3. Hamazasp "Hamo" Ohanjanian (1920. május 5. – 1920. november 25.)
4. Simon Vratsian (1920. november 25. – 1920. december 2.)

## Védelmi erők
Az Örmény Nemzeti Tanács tbiliszi erőfeszítéseinek köszönhetően létrehozták az örmény hadsereget, amely 1917-18 folyamán sikerrel vette fel a harcot az oszmán seregekkel. Az 1918. június 14-én aláírt batumi békében az Oszmán Birodalom az örmény hadseregnek csak egyetlen gyalogsági hadosztály fenntartását engedélyezte.Az Örmény Nemzeti Hadsereg főparancsnokai:
- Hovhannes Hakhverdyan (1918. június – 1919. március)
- Christophor Araratov (1919. március – 1920. április)
- Ruben Ter-Minasian (1920. április – 1920. november)
- Drastamat Kanayan (1920. november – 1920. december)

A hadsereg teljes létszáma
| Dátum                                    | Létszám   |
| ---------------------------------------- | --------- |
| A mudroszi fegyverletétel után, 1918-ban | 16 000 fő |
| 1919-ben                                 | 20 000 fő |
| 1920 novemberében                        | 40 000 fő |

## Közigazgatás
| Tartomány | A tartomány neve örményül | Közponzja | Elhelyezkedése                                                                           |
| --------- | ------------------------- | --------- | ---------------------------------------------------------------------------------------- |
| Ararát    | Արարատյան նահանգ          | Jereván   | Ararát-felföld, Szeván-tó és környéke, Nahicseván, Vajoc Dzor és az Aragac hegy környéke |
| Vanand    | Վանանդի նահանգ            | Karsz     | Az Orosz Birodalom Karsi területe                                                        |
| Shirak    | Շիրակի նահանգ             | Gjumri    | Sirak környéke, Lori, Tavus és Dzsavahéti                                                |
| Sjunik    | Սյունիքի նահանգ           | Gorisz    | Szjunik (Zangezur) és a mai Hegyi-Karabah területe                                       |

A köztársaság az Orosz Birodalomtól az alábbi területeket szerezte meg:
| Tartományok                | Terület                             |                      |
| Erivani kormányzóság       | Erivani kormányzóság                | Erivani kormányzóság |
| -------------------------- | ----------------------------------- | -------------------- |
| Összes                     | Teljes                              |                      |
| Karszi terület             |                                     |                      |
| Karsz                      | Teljes                              |                      |
| Kağızman                   | Teljes                              |                      |
| Olti                       | Nagyobbik fele                      |                      |
| Ardahan                    | Nagyobbik fele                      |                      |
| Jelizavetpoli kormányzóság |                                     |                      |
| Zangezur                   | Teljes                              |                      |
| Kazakh                     | Hegyvidéki területek (Ijevan járás) |                      |
| Tifilizi kormányzóság      |                                     |                      |
| Borchalu                   | Fél (Lori járás)                    |                      |

## Népesség
Az első világháború előtt, 1914-ben megközelítőleg 2 800 000 örmény élt a Kaukázus vidékén. Körülbelül 1 500 000 örmény élt az Oszmán Birodalomban, a maradék pedig az akkor Orosz-Örményországnak nevezett régióban.. Az Örmény Köztársaság első évében 1918-ban becslések szerint 800 000 örmény és több mint 100 000 muzulmán, oszmán és azerbajdzsáni törökök és kurdok voltak. A 800 000 örményből mintegy 500 000 volt őshonos orosz örmény és 300 000 volt hátrányos helyzetű, éhező menekült, akik az Oszmán Birodalomban elkövetett mészárlások elől menekültek el.
1919-ben a Kaukázus területén a népirtásoknak és a kivándorlásnak köszönhetően már csak 2 500 000 örmény élt. Ebből mintegy 1 300 000 fő volt az új Örmény Köztársaság határain belül, a menekültek száma 300 000 és 350 000 fő között volt, akik az Oszmán Birodalomból menekültek el. Az új köztársaság területén 1 650 000 örmény élt ekkor. Az örmény népesség mellett hozzávetőlegesen 350 000-400 000, más nemzetiségű ember élt, így összesen mintegy 2 000 000 lakosa volt az Örmény Köztársaságnak.
1921-ben a túlélő örmény népesség 1 200 000 fő volt a köztársaság területén, 400 000 fő Grúziában, 340 000 fő Azerbajdzsánban és a Kaukázus más régióiban élt, a teljes örmény népesség 2 195 000 fő volt.

### Bevándorlási probléma
Az Oszmán Birodalomból érkező örmény menekültek és a helyi muzulmán lakosok között a kezdetektől fogva feszült volt a viszony. Összességében több mint 300 000 szegény és üldözött örmény távozott az Oszmán Birodalomból, akiknek az ellátása a kormány felelőssége lett. Ez külföldi támogatás híján leküzdhetetlen humanitárius problémának bizonyult. A tífusz az egyik legtöbb áldozatot szedő betegség volt, tekintettel az akkori magas gyermekhalandóságra. Az oszmán és az orosz erők kivonulása után az örmény kormánynak sem ideje, sem erőforrás nem volt az infrastruktúra újjáépítésére. A 393 700 menekült a következők szerint volt elosztva:
| Körzetek   | Menekültek száma |
| ---------- | ---------------- |
| Jereván    | 75 000 fő        |
| Vagarsapat | 70 000 fő        |
| Gavar      | 38 000 fő        |
| Vajoc Dzor | 36 000 fő        |
| Aparan     | 35 000 fő        |
| Astarak    | 30 000 fő        |
| Jelenovka  | 22 000 fő        |
| Garni      | 15 000 fő        |
| Vanadzor   | 16 000 fő        |
| Dilijan    | 13 000 fő        |
| Összesen   | 350 000 fő       |

A Hovhannes Kajaznuni kormányának működése az 1918-19-es téli időszakban volt a legnagyobb válságban. Az újonnan alakult kormány feladatai közé tartozott a több mint félmillió örmény menekült elhelyezése a hosszú és kemény tél alatt. A hajléktalanok tömegei, akiknek nem volt élelmiszerük, ruházkodásuk és gyógyszerük, nem kaptak támogatást. Sokak, akik túlélték a megpróbáltatásokat és az éhínséget, meghaltak a pusztító betegségekben. 1919 tavaszára a tífusz-járvány alábbhagyott, az időjárás javult, és az első, a Közel-Kelettel foglalkozó amerikai bizottság búzája megérkezett Batumiba. A brit hadsereg szállította tovább az élelmiszereket és a felszerelést Jerevánba. Még ezelőtt mintegy 150 000 menekült halt éhen, vagy halt meg valamilyen betegségben. Ez a szám később megközelítette a 180 ezer főt, vagyis a születő köztársaság mintegy 20%-a halt meg 1918-19-ben. Az 1919 elején készült jelentés megállapította, hogy Armavir lakosságának 65% -a, az Vagarsapat közelében lévő nyolc falu lakosságának 40% -a és Ashtarak lakosságának 25%-a halt meg a tárgyalt időszakban.

## Külföldi kapcsolatok

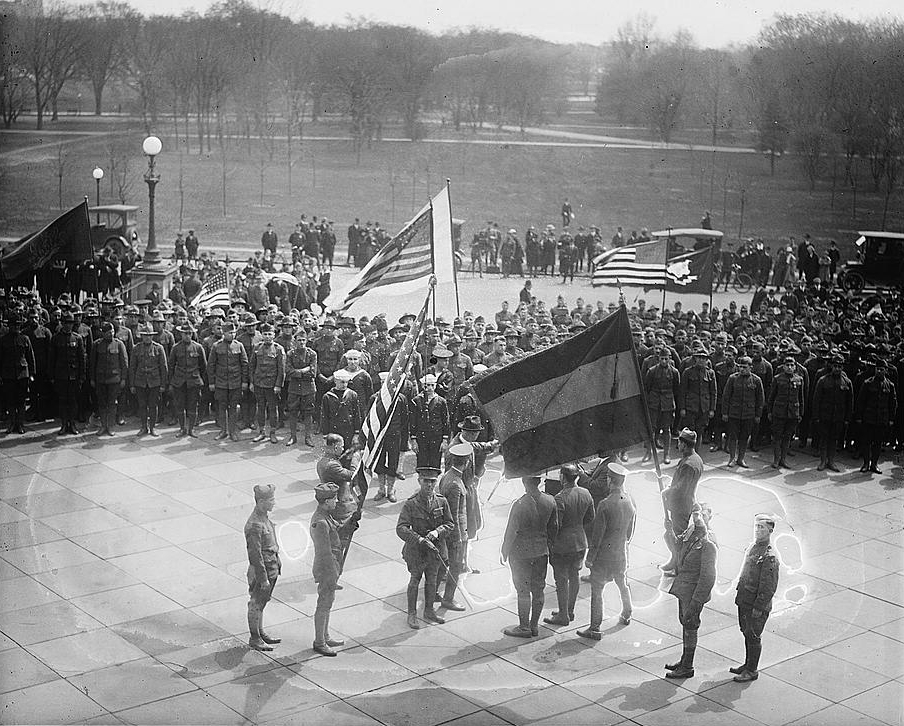
Örmény delegáció Washingtonban, 1920 áprilisában.

1920. január 19-én a Nemzetek Szövetsége az örmény kormányt, mint de facto elismerte.
1920-ban az Örmény Köztársaság egy olyan területen működött, amely magába foglalta a jelenlegi Örményország mellett Kars, Igdir és Csuldur és Gole teljes területét és Ardahan, Nahicseván, Hegyi-Karabah, Szjunik és Kazaksz egyes részeit. Az utóbbiakban élő nagyszámú muszlim kisebbség miatt Örményország többször is összetűzésbe került Azerbajdzsánnal. Örményország az Oltu-régiót is magának követelte, melyet 1920-ban Grúzia birtokolt rövid ideig. Grúzia viszont megkérdőjelezte Lorin körzetének hovatartozását. Jerevántól délre fekvő, muszlimok által lakott területek nem ismerték el az örmény uralmat, és ellenálltak az örmény kormány azon törekvéseinek, hogy érvényt szerezzenek ezeknek a régióknak.
Mindazonáltal az 1920-as sèvres-i békeszerződés aláírását követően Örményország hivatalos nemzetközi elismerést kapott. Az Egyesült Államok, valamint néhány dél-amerikai ország hivatalosan diplomáciai kapcsolatot vett fel a kormányzattal. Számos örmény csoport alakult Nagy-Britanniában, Olaszországban, Németországban, Szerbiában, Görögországban, Iránban, Japánban és Afrikában.

### Grúz–örmény háború
1918 decemberében Örményország és Grúzia katonai konfliktusba keveredtek a leginkább örmény lakosságú Lori és Akhalkalak körzetekben vitatott helyzete miatt. Mindkét ország kormánya bejelentette igényét arra a területre, amelyet a törökök kivonulása után Grúzia szállt meg. Két hónapig tartott a harc. Az örmény támadás az első tíz napon belül jelentős győzelmet ért el. December 25-én Tbiliszi-től már csak 50 kilométer választotta el az örmény hadsereget, amikor az antanthatalmak beavatkoztak a konfliktusba. 1919. január 1-jén mindkét fél katonai műveleteit leállították, és béketárgyalások kezdődtek meg a britek és a franciák vezetésével, amelyek néhány nappal később értek véget Tbilisziben. A béke értelmében Grúzia Akhalkalak-ot és Észak-Borchalu-t kapták meg, míg az örményeknek csak Dél-Borchalu-t engedték át. Ez arra kényszerítette az örményeket, hogy a lemondjanak a háború alatti nyereségükről. Grúzia elfogadta a béketervet, és a szövetségesek úgy döntöttek, hogy az örmény kormány jóváhagyásával vagy anélkül hatályba emelik azt. Végül a fegyveres konfliktus december 31-én abbamaradt, amikor a felek megállapodtak a brit közvetítésű tűzszünetben. A brit közvetítés megkönnyítette a háború befelyezését és egy közös örmény-grúz polgári közigazgatást vezettek be a "Lori semleges zónában".
Örményország és Grúzia között a viszony mindig is feszült maradt. 1919 tavaszán az amerikai segélyszervezet tisztviselői arra panaszkodtak, hogy a grúz tisztviselők, akik a rendelkeztek az örményországi liszt és egyéb élelmiszerek szállításával, blokkolták a vasúti forgalmat. Georges Clemenceau, a versailles-i békekonferencia elnöke által benyújtott panaszok és az örmény élelmiszerválság miatt július 18-án figyelmeztető levelet intézett Grúziához, hogy további beavatkozásokat szüntessék meg. Grúzia ezen közlemény ellen tiltakozott, de július 25-én az amerikai képviselők bejelentették, hogy a vasúti forgalmat ismét felvették a kérdéses vonalakon. 1919 őszén a két ország tárgyalásokat folytatott egy új tranzitfolyosó és rendszer létrehozásáról.

### Örmény–azeri háború
Örményország és új keleti szomszédja, az Azerbajdzsán Demokratikus Köztársaság között volt a leghidegebb a kapcsolat, főként az etnikai, vallási, kulturális és társadalmi különbségek miatt. Az azerieket szoros etnikai és vallási kötelék húzta a törökökhöz, akik anyagi támogatást nyújtott számukra 1918-ban. Bár a két ország határai még mindig megállapítatlanok voltak, Azerbajdzsán azt állította, hogy az örmények által birtokolt területek nagy része az Oszmán Birodalomé volt, de azokat az Orosz Birodalom még a 19. század folyamán elragadta. Mivel a diplomáciának nem sikerült kompromisszumot elérnie, még a Kaukázusba telepített brit békefenntartó erők parancsnokainak közvetítésével is, 1919-ben és 1920-ban, leginkább Nahicseván és Karabah területein történtek fegyveres összecsapások Örményország és Azerbajdzsán között. Az azeriek ismételten kísérletet tettek arra, hogy ezeket a tartományokat azerbajdzsáni joghatóság alá vonják, de az örmény rezsim erőteljes ellenállásába ütköztek. 1919 májusában örmény seregek sikeresen kiszorították a lázadozó azeri csapatokat, így sikeresen felépítették az örmény adminisztratív irányítást Nahicsevánban.
Miközben az Azerbajdzsánnal folytatott konfliktusok folytatódtak, egy új állam, a Délnyugat-Kaukázusi Köztársaság jött létre, Kars központtal. Magába foglalta Kars és Batumi régiókat, a Jerevánt, Nahicsevánt és Sarurt, valamint Tbiliszi és Akhalkalaki tartományok egy részét. Az Antant kaukázusi problémákba való beavatkozása során létrejött brit általános kormányzattal együtt létezett. 1919 áprilisában Somerset admirális és brit főbiztos megszüntette az államot, területét az Örmény Köztársasághoz csatolták.

## A sèvres-i békeszerződés

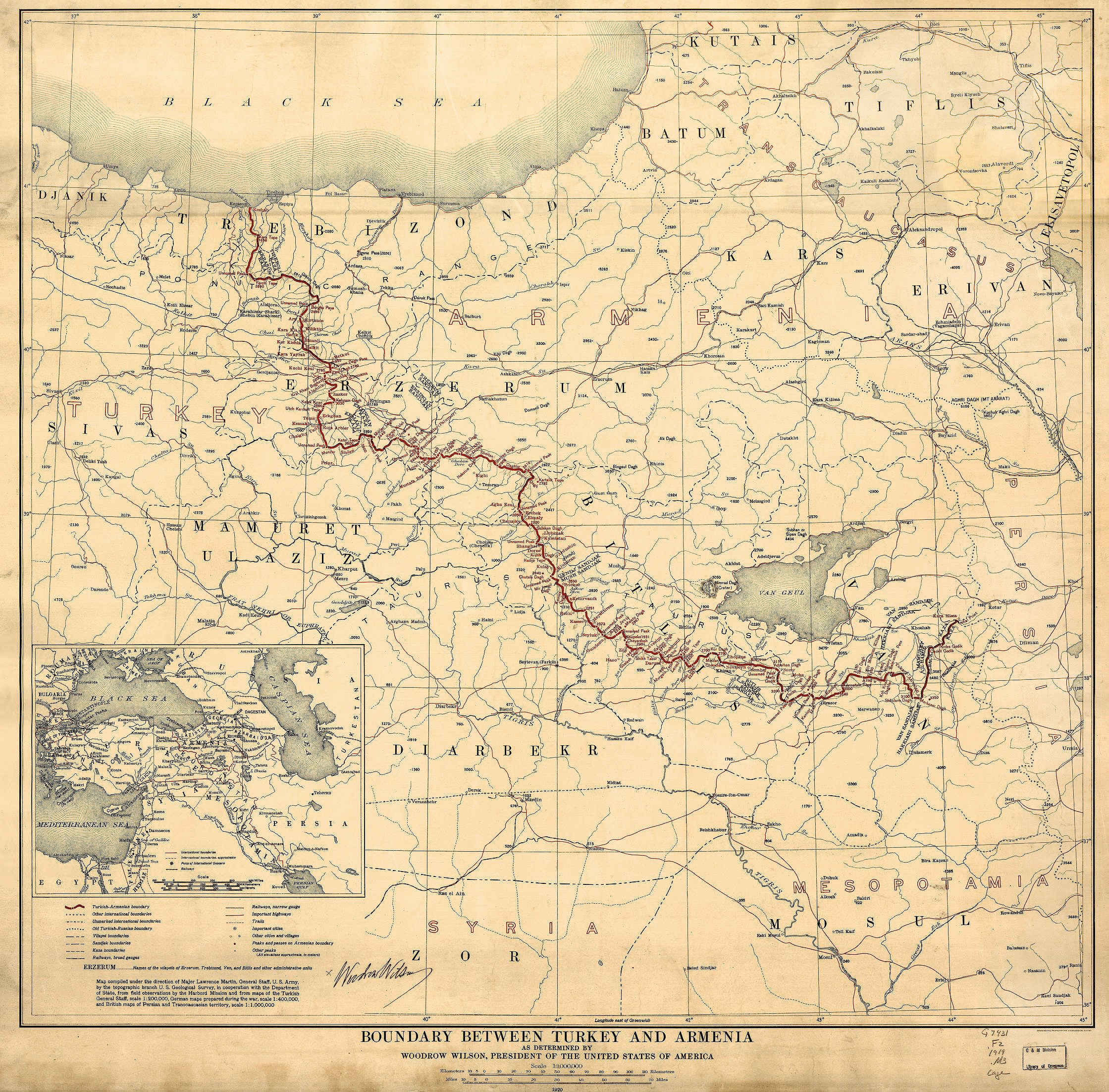
A török-örmény határ a sèvres-i békeszerződés szerint.

A sèvres-i békeszerződést az Antant és az Oszmán Birodalom között 1920. augusztus 10-én írták alá Sèvresben, Franciaországban. A békeszerződés tartalmazott egy záradékot Örményországról: minden szerződő fél elismerte Örményország függetlenségét. Az új határok térképét azonban Woodrow Wilson amerikai elnök és az Egyesült Államok külügyminisztériuma hagyta jóvá, és csak november 22-én adták át az örmény delegációnak. Az új határok biztosították Örményországnak a Fekete-tengerhez való hozzáférést, és az Oszmán Birodalom északkelet-anatóliai tartományai is a köztársaság részei lettek.

## Török és szovjet invázió

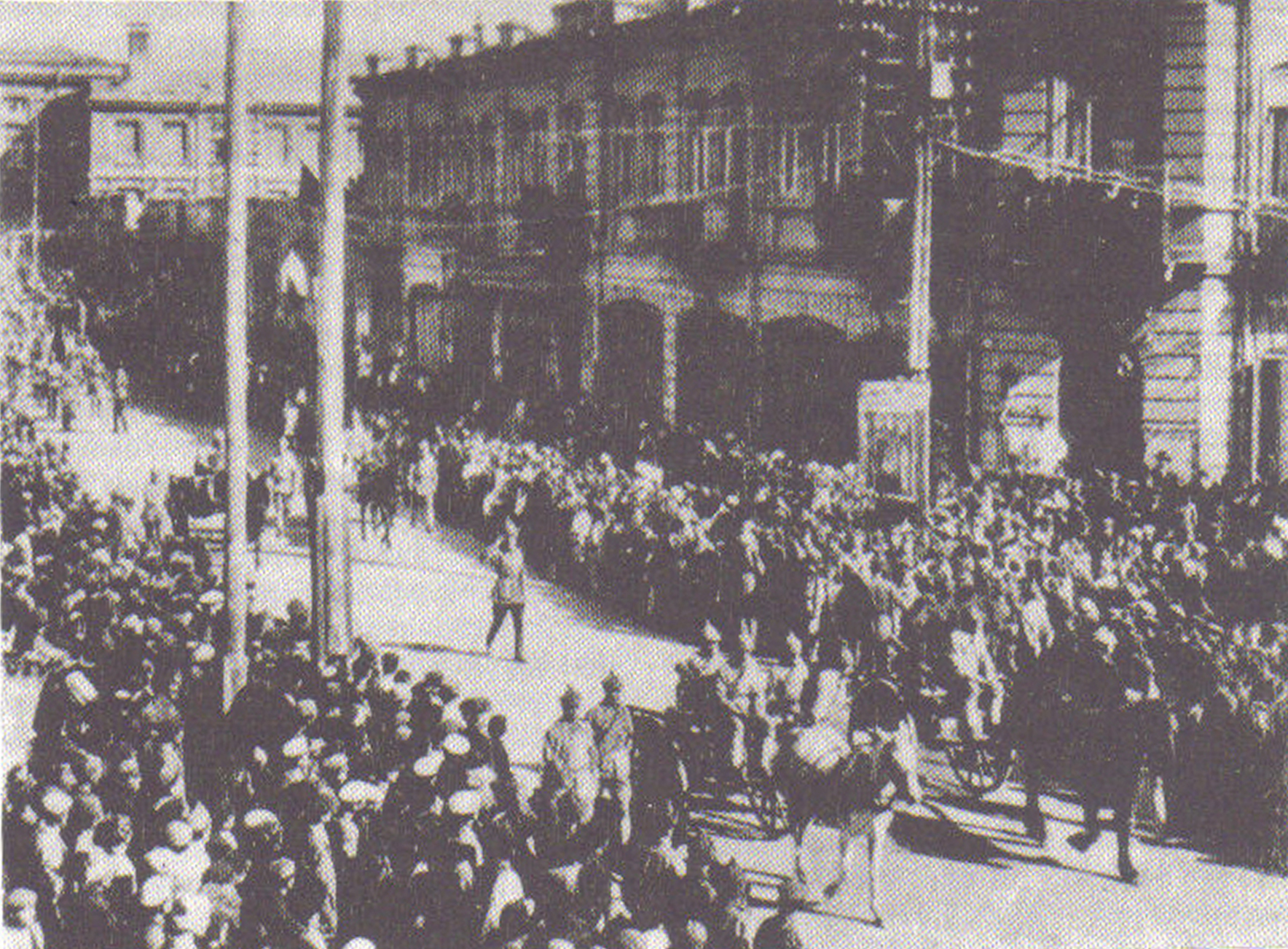
A Vörös Hadsereg bevonulása Jerevánba.

1920. szeptember 20-án Kazım Karabekir tábornok vezetésével török csapatok betörtek Sarikamis régióba. Válaszul Örményország hadat üzent Törökországnak szeptember 24-én. heves harcok dúltak Kars Oltu és Gjumri mellett, váltakozó sikerrel. Tartva egy esetleges orosz-örmény szövetségtől, Mustafa Kemal Atatürk már korábban tárgyalásokat kezdeményezett a moszkvai kormánnyal. A megegyezést követően a török sereg szovjet-orosz csapatok fegyvereivel harcolt, valamint az ifjútörök mozgalom hatalmas támogatást kapott Moszkvából. Örményország az Antant támogatásának hiányában sorozatos vereségeket szenvedett.
A Vörös Hadsereg tizenegyedik hadosztálya 1920. november 29-én kezdte meg szinte hihetetlen gyorsaságú hadműveletét Örményországban. Az örmény kormány elfogadta a szovjet ultimátumot, ezzel csatlakoztak a szovjet szférához, miközben a Szovjetunió megállapodott abban, hogy megvédi a fennmaradó területet az előretörő török hadseregtől. A szovjetek arra is kötelezettséget vállaltak, hogy lépéseket tesznek a hadsereg újjászervezésére, az örmények védelmére és nem a nem kommunista örmények elismerésére, bár e zálog utolsó pontját később nem tartották be.
Örményország 1920 végén kommunista uralom alá került. 1920 novemberében a török forradalmárok elfogták az Alexandropolt, és készek voltak elfoglalni a fővárost. A fegyverszünetet november 18-án kötötték meg. A tárgyalásokat ezután Karabekir és Alexander Katisian irányította békés küldöttség vezette Gjumriban. Bár Karabekir követelései túlzottak voltak, az örmény küldöttségnek kevés lehetősége volt, hogy megváltoztassák, így beleegyeztek a szerződés pontjaiba. Az alexandropoli-békét 1920. december 3-án írták alá.
December 5-én létrejött az örmény forradalmi bizottság (többségében azerbajdzsáni örményekből állt). Végül, másnap, december 6-án Feliksz Dzerzsinszkij Cseka bevonult Jerevánba, így véget ért az Örmény Köztársaság függetlensége. Ezután Örményország a bolsevikok fennhatósága állt 1991-ig. A Törökország által elfoglalt terület helyzetét a karsi békeszerződés is megerősítette. Hamarosan létrejött az Örmény Szovjet Szocialista Köztársaság, Alekszandr Masznikjan vezetésével. Az újonnan létrehozott szovjet állam a Kaukázusontúli Szovjet Szövetségi Szocialista Köztársaság részét képezte 1936-ig.

## Térképek

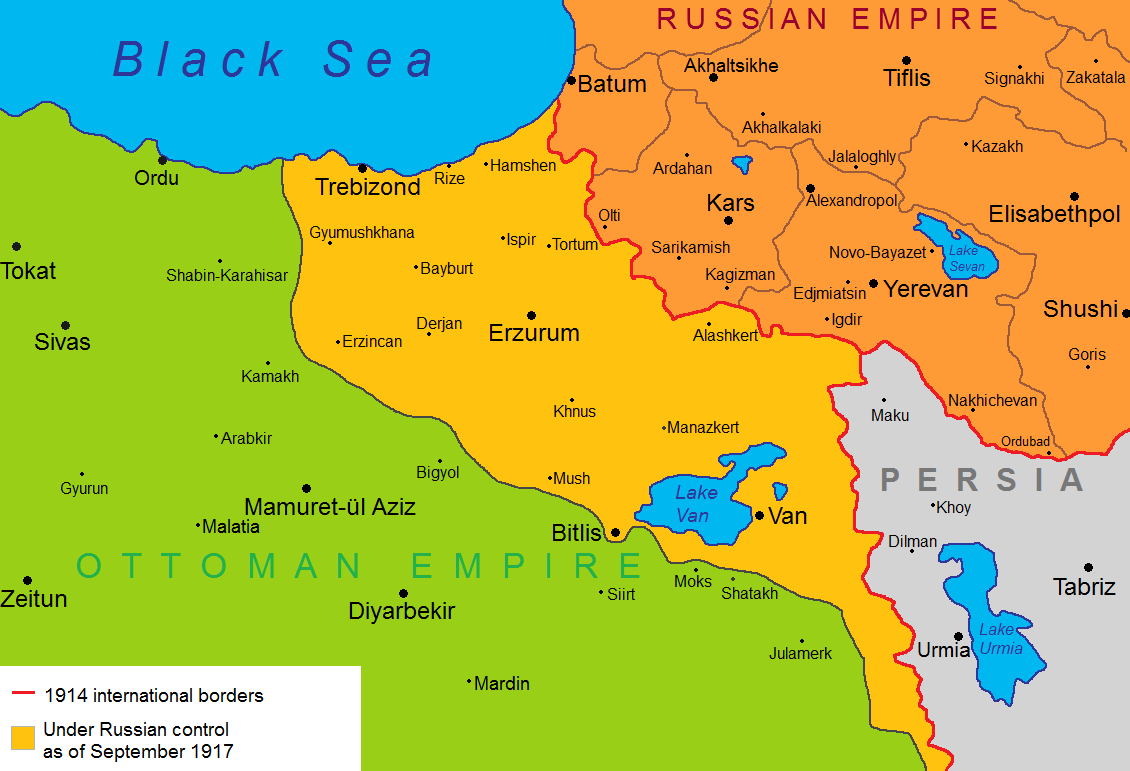
Az Oszmán Birodalom oroszok által megszállt területe, ahol létrejött az Örmény Köztársaság.
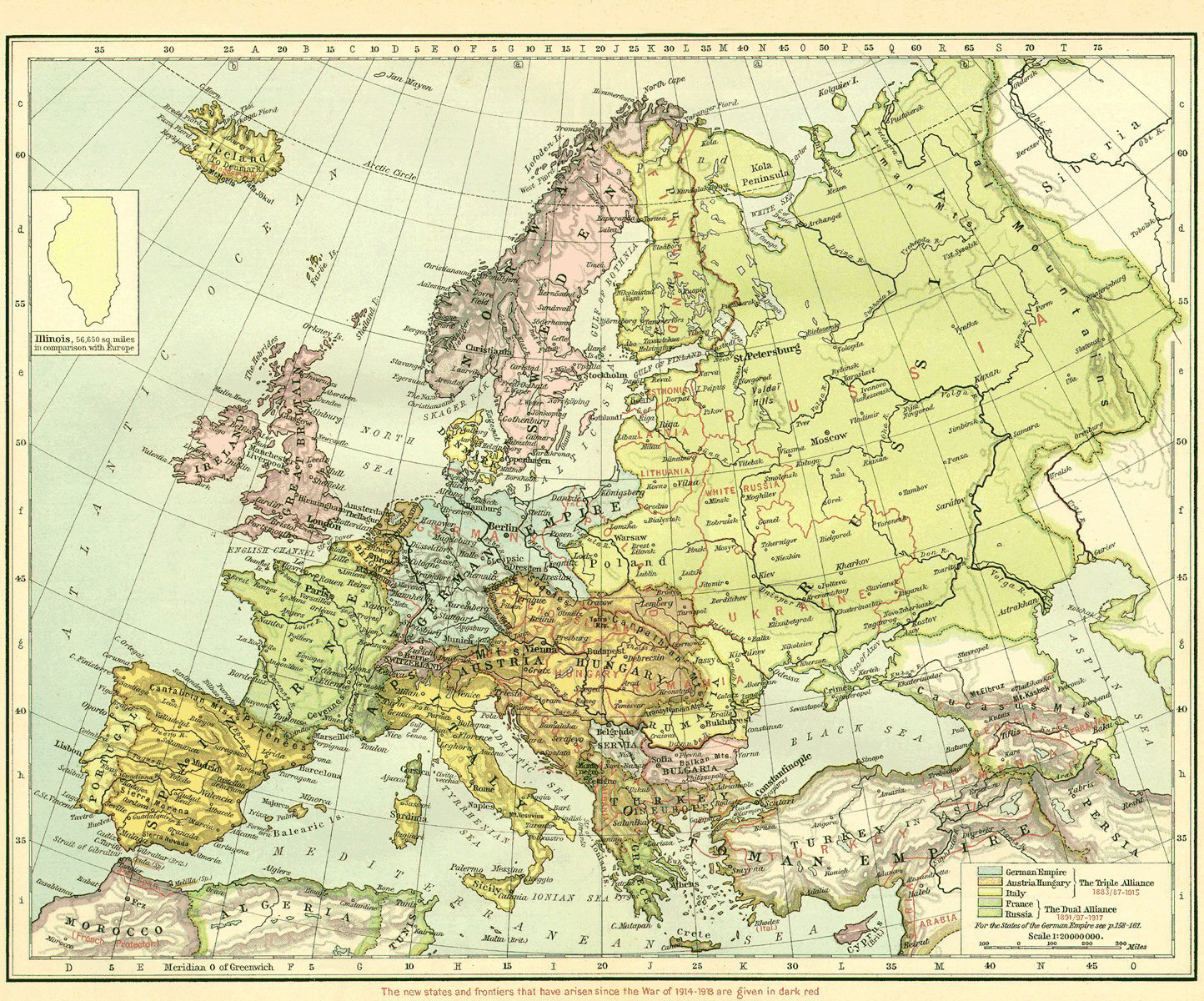
Európa 1912-ben és 1918-ban.
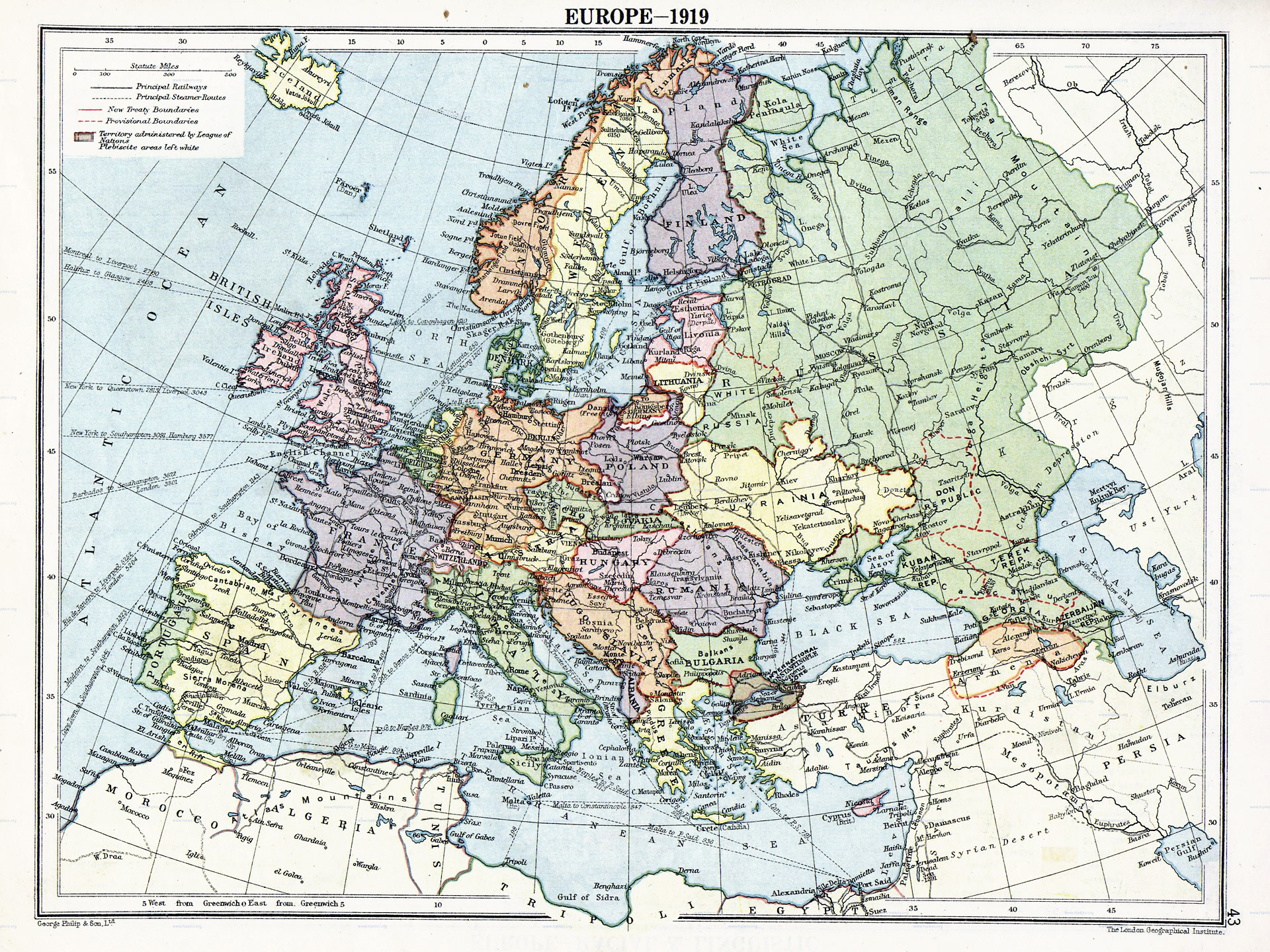
Európa 1919-ben.
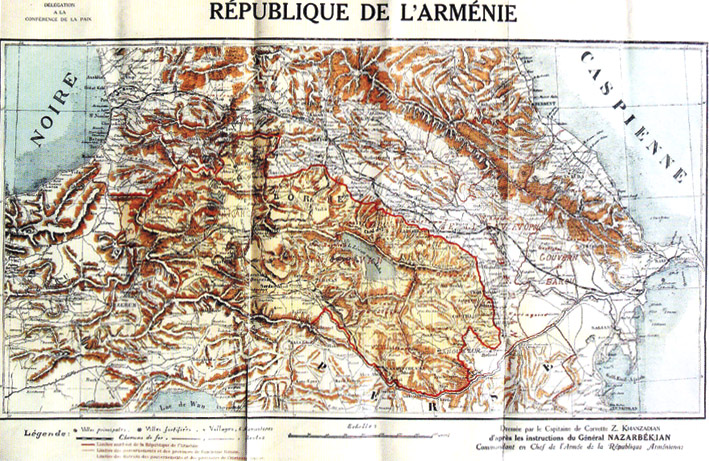
A párizsi békekonferencián bejelentett, örmények által követelt területek.

## A kultúrában
A sardarapati csata helyén áll az Első Köztársaság szimbóluma. Minden év május 28-án Örményország politikai vezetése és több ezer állampolgár látogatást tesz az emlékműnél, hogy megünnepeljék az újkori örmény államiság kezdetét.
Az örmény-amerikai író, William Saroyan az Örmény Köztársaság első köztársaságáról írt történetet. "Természetesen egy kis nemzet voltunk, egy nagyon fontos nemzet, melyet ellenségek vettek körül minden oldalról, de két évig Örményország és a főváros Eriván ismét szabad volt. Ezer év óta Örményország ismét Örményország volt."

## Fordítás
- Ez a szócikk részben vagy egészben  a   First Republic of Armenia című angol Wikipédia-szócikk ezen változatának fordításán alapul.  Az eredeti cikk szerkesztőit annak laptörténete sorolja fel. Ez a jelzés csupán a megfogalmazás eredetét és a szerzői jogokat jelzi, nem szolgál a cikkben szereplő információk forrásmegjelöléseként.